# Alexander Petersson
Pour les articles homonymes, voir Petersson.

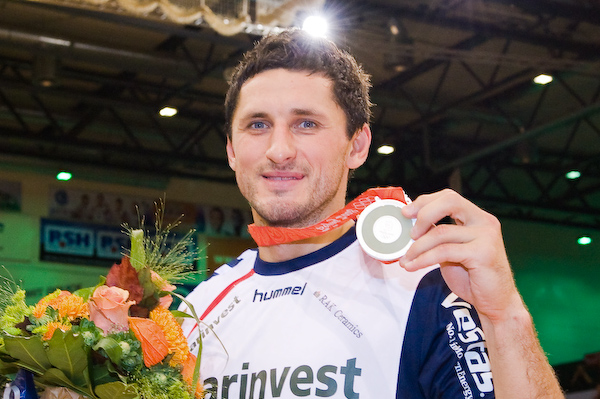
Alexander Petersson présentant la médaille d'argent remportée aux Jeux olympiques 2008.

Alexander Petersson, né Aleksandrs Pētersons le 2 juillet 1980 à Riga (URSS, aujourd'hui Lettonie), est un joueur de handball letton naturalisé islandais. Gaucher, Petersson joue sur les postes d'ailier droit et parfois d'arrière droit.
Sous le maillot de l'équipe nationale d'Islande, il a remporté la médaille d'argent des Jeux olympiques 2008 et la médaille de bronze du championnat d'Europe 2010. En club, il a fait l'essentiel de sa carrière en Bundesliga.

## Biographie
Alexander Petersson commence sa carrière dans son pays natal, la Lettonie, dans le club de Riga. En 1998, à 18 ans, il se rend en Islande pour jouer pour le club de Grótta KR. Après 5 saisons en Islande, il rejoint en 2003 l'Allemagne, tout d'abord en 2e division au HSG Düsseldorf, puis la 1re division au TV Großwallstadt, au SG Flensburg-Handewitt, au Füchse Berlin. Enfin, à l'intersaison 2012-13, il signe pour les Rhein-Neckar Löwen.
En 2002, après 4 ans passés en Islande, il demande la nationalité islandaise afin de participer à des championnats européens et mondiaux. À noter qu'il n'a pas d'origine islandaise, son nom étant probablement d'origine suédoise. Il est depuis un élément de base de l'équipe nationale islandaise. Aux côtés d'Olafur Stefansson et de Guðjón Valur Sigurðsson notamment, il a mené haut les couleurs de ce petit pays de 300.000 habitants avec une médaille d'argent aux Jeux olympiques 2008 et une médaille de bronze au championnat d'Europe 2010. En 2010, Petersson a été élu meilleur joueur islandais de l'année. Après une élimination en quart de finale des Jeux olympiques 2012 à Londres, il doit renoncer à participer au championnat du monde 2013 en Espagne à cause d'une blessure à l'épaule.

## Palmarès

### En club
- Vainqueur de la Coupe de l'EHF (1) : 2013
- Vainqueur du Championnat d'Allemagne (2) : 2016, 2017
  - Deuxième en 2014, 2015
- Vainqueur de la Supercoupe d'Allemagne (1) : 2016

### En équipe nationale d'Islande
Au 20 janvier 2013, il compte 148 sélections et 588 buts marqués en équipe nationale d'Islande :
- Jeux olympiques
  - 5e place aux Jeux olympiques 2012 de Londres,  Grande-Bretagne
  -  Médaille d'argent[2] aux Jeux olympiques 2008 de Pékin,  Chine
- Championnat du monde
  - 6e place au Championnat du monde 2011 en  Suède
  - 8e place au Championnat du monde 2007 en  Allemagne
- Championnat d'Europe
  - 10e place au Championnat d'Europe 2012 en  Serbie
  -  Médaille de bronze au Championnat d'Europe 2010 en  Autriche
  - 7e place au Championnat d'Europe 2006 en  Suisse

### Récompenses personnelles
- Meilleur arrière droit au Championnat du monde 2011 en  Suède
- Sportif islandais de l'année (en) (4) : 2010